# Eugene Jantjies
Eugene Anthony Jantjies (* 10. August 1986 in Gobabis, Südwestafrika) ist ein namibischer Rugbyspieler und Rekordnationalspieler seines Landes. Jantjies spielt in der Rugby Union auf der Position des Gedrängehalb.

## Karriere

### Vereine
Zwischen 2004 und 2007 spielte Jantjies für die Western Suburbs in der namibischen Hauptstadt Windhoek. Er wechselte daraufhin nach Rumänien und spielte bis 2010 und erneut von 2012 bis 2014 für die Rugby-Mannschaft von Farul Constanța. Zwischenzeitlich trat er als angestellter Spieler für die namibische Nationalauswahl (Welwitschias) beim südafrikanischen Vodacom-Cup 2010 und 2011 an. 2012 spielte er ebendort für die Leopards. 2015 wechselte Jantjies erneut nach Rumänien zu CS Dinamo București. 2016 trat er mit den Welwitschias im Currie Cup in Südafrika an.

### Nationalmannschaft
Jantjies spielt seit 2006 in der namibischen Rugby-Union-Nationalmannschaft. Sein Debüt gab er am 27. Mai 2006 gegen Kenia. Mit Stand Juni 2020 trat er 70 Mal mit der Nationalmannschaft an. Er nahm an den Rugby-Union-Weltmeisterschaften 2007, 2011, 2015 und 2019 teil. Er beendete seine Nationalmannschaftskarriere nach der WM 2019.